# Somatina chalybeata
Somatina chalybeata là một loài bướm đêm trong họ Geometridae.